# Texasi Egyetem (Austin)
A Texasi Egyetem, Austin (angolul University of Texas at Austin, rövidítve: UT Austin vagy UT) állami kutatóegyetem a texasi Austinban. 1883-ban alapították, a Texasi Egyetemrendszer legöregebb intézménye. A 2022–2023-as tanévet 52 384 diák kezdte meg, az egyetemrendszer legnagyobb iskolája. Oktatóinak száma 3 133.
Fontos központja az ország tudományos kutatásainak, 2018-ban a kutatásokra költött költségvetése 679,8 millió dollár volt. 1929-ben csatlakozott az Amerikai Egyetemek Szövetségéhez, hét múzeummal és tizenhét könyvtárral rendelkezik, amik közé tartozik az Lyndon B. Johnson Elnöki Könyvtár és Múzeum, illetve a Blanton Művészeti Múzeum. Olyan fontos kutatóintézményt működtet, mint a J. J. Pickle Kutatócampus és a McDonald Obszervatórium. 2020 novemberéig az iskolának 13 Nobel-díjasa, 4 Pulitzer-díjasa, 2 Turing-díjasa, 2 Abel-díjasa, 2 Wolf-díjasa és 2 Fields-érmese volt. Az egyetemen tanult három Primetime Emmy-díjas és sportolói 155 olimpiai medált nyertek el.
Az iskola sportcsapatai Texas Longhorns néven ismertek. Összességében négy NCAA Division I-amerikai futball-címmel, hat NCAA Division I-baseball-címmel és tizenhárom NCAA Division I-úszó-címmel rendelkezik. A Big 12 legsikeresebb tagja.

## Diák-statisztikák
|                       | 2021   | 2020   | 2019   | 2018   | 2017   | 2016   |
| --------------------- | ------ | ------ | ------ | ------ | ------ | ------ |
| Jelentkezők           | 66 043 | 57 241 | 53 525 | 50 575 | 51 033 | 47 511 |
| Felvéve               | 18 989 | 18 291 | 17 029 | 19 482 | 18 620 | 19 182 |
| Felvettek %-a         | 28,8%  | 32,0%  | 31,8%  | 38,5%  | 36,5%  | 40,4%  |
| Megkezdte tanulmányát | 9 060  | 8 459  | 8 170  | 8 960  | 8 381  | 8 719  |
| Érdekeltség           | 47,7%  | 46,2%  | 48,0%  | 46,0%  | 45,0%  | 45,5%  |

| Etnikum           | Összesen |
| ----------------- | -------- |
| Fehér             | 37%      |
| Hispán            | 26%      |
| Ázsiai            | 23%      |
| Egyéb             | 5%       |
| Fekete            | 6%       |
| Külföldi          | 4%       |
| Család tehetősége |          |
| Alacsony bevétel  | 23%      |
| Gazdag            | 77%      |

## Ranglisták
| Az Egyesült Államokban                                | Az Egyesült Államokban |
| ----------------------------------------------------- | ---------------------- |
| Academic Ranking of World Universities 2022           | 24                     |
| Forbes 2022                                           | 43                     |
| Times Higher Education / The Wall Street Journal 2023 | 60                     |
| U.S. News & World Report 2022                         | 38                     |
| Washington Monthly 2022                               | 40                     |
| Világszerte                                           |                        |
| Academic Ranking of World Universities 2022           | 37                     |
| QS World University Rankings 2023                     | 72                     |
| Times Higher Education World University Rankings 2023 | 50                     |
| U.S. News & World Report 2022                         | 43                     |

## Fontos diákok
- James Baker, az Egyesült Államok külügyminisztere és a Fehér Ház kabinetfőnöke
- Laura Bush, az Amerikai Egyesült Államok 43. first ladyje
- Lady Bird Johnson, az Amerikai Egyesült Államok first ladyje
- Roger Clemens, baseball-játékos
- Kevin Durant, NBA MVP-díjas kosárlabdázó
- Farrah Fawcett, színésznő
- Jayne Mansfield, színésznő és modell
- Jordan Spieth, golfozó
- Matthew McConaughey, Oscar-díjas színész
- Greg Abbott, Texas kormányzója
- Walter Cronkite, újságíró, műsorvezető
- Neil deGrasse Tyson, asztrofizikus
- Owen Wilson, színész
- Brené Brown, tudós

## Galéria
- A Robert B. Rowling
- A KUTX épülete
- Kilátás az egyetemtől, a háttérben Texas Caiptoliuma
- A Walter Webb Hall
- Az iskola egyik kollégiuma
- Az egyetem amerikai futball-stadionja
- A Dell Seton Medical Center
- A Lyndon B. Johnson Elnöki Könyvtár és Múzeum
- Az Erwin Center kosárlabda-aréna
- A McDonald Obszervatórium

- Az McCombs Üzleti Iskola logója
- A Jackson Földtudományi Iskola logója
- A Jogi Iskola logója
- A Geofizikai Intézmény logója
- Az egyetem régi logója
- A Texasi Egyetem Középiskolája logója
- A Clements Nemzetbiztonsági Központ logója
- A Texas Longhorns logója